# Cantón de Salers
El cantón de Salers era una división administrativa francesa, que estaba situada en el departamento de Cantal y la región de Auvernia.

## Composición
El cantón estaba formado por doce comunas:
- Anglards-de-Salers
- Fontanges
- Le Falgoux
- Le Fau
- Le Vaulmier
- Saint-Bonnet-de-Salers
- Saint-Chamant
- Saint-Martin-Valmeroux
- Saint-Paul-de-Salers
- Saint-Projet-de-Salers
- Saint-Vincent-de-Salers
- Salers

## Supresión del cantón de Salers
En aplicación del Decreto nº 2014-149 de 13 de febrero de 2014, el cantón de Salers fue suprimido el 22 de marzo de 2015 y sus 12 comunas pasaron a formar parte; nueve del nuevo cantón de Mauriac, dos del nuevo cantón de Naucelles y una del nuevo cantón de Riom-ès-Montagnes.